# Pierre Lesne
Pierre Lesne, född den 9 april 1871 i Landrecies, död den 10 november 1949 i Brunoy, var en fransk entomolog som var specialiserad på skalbaggar.
Auktorsnamnet Lesne kan användas för Pierre Lesne i samband med ett vetenskapligt namn inom zoologin; se Wikipedia-artiklar som länkar till auktorsnamnet.